# Замедянский, Игорь Леонидович
Игорь Леонидович Замедянский (род. 7 января 1960 года, Калининград) — скульптор, график, живописец.

## Первые шаги в искусстве
Родился 7 января 1960 года в Калининграде в семье военного инженера Леонида Ивановича Замедянского и Риты Викторовны Замедянской (Орловой), журналистки, корреспондента газеты «Социалистическая индустрия» и спецкора журнала «Советский шахтер».
В 1973 году Игорь поступает в СХШ им. Б. В. Иогансона при институте им. И. Е. Репина Академии Художеств СССР в Ленинграде. После переезда семьи в 1975 году в Москву, поступает в МСХШ при МГХИ им. В. И. Сурикова АХ СССР. В 1976 году Игорь — дипломант конкурса и участник выставки учащихся средних художественных школ при Академии Художеств СССР, где диплом вручал вице-президент АХ художник Ф. П. Решетников. В 1978 году, по итогам последнего творческого просмотра, художественный совет, в состав которого входили преподаватели МСХШ и МГХИ, решил рекомендовать молодого художника для поступления в Суриковский институт.

## Становление художника и работа над памятниками
В 1984 году Игорь Замедянский окончил МГХИ им. В. И. Сурикова. Его дипломная работа «Писатель И. А. Гончаров» получила самую высокую оценку Государственной комиссии под председательством академика А. П. Кибальникова, автора одного из символов столицы, знаменитого памятника Владимиру Маяковскому на площади носящей его имя. «Появился хороший русский скульптор», — эта лаконичная фраза, сказанная академиком Кибальниковым, стала одной из причин приобретения дипломной работы молодого художника Министерством культуры СССР для музея писателя в Ульяновске. В 2003 году скульптура была перевезена из Ульяновска в Димитровград и установлена на улице Гончарова.
Начиная с 1985 года начинал получать заказы от музеев. С 1985 по 1990 годы были приобретены в постоянные экспозиции музеев скульптуры: «И. А. Гончаров» (1985), «И. А. Гончаров в кресле» (1987) для дома-музея в Ульяновске, «Поэт Н. Языков» (1988) и композиция «А.Пушкин и Н. Языков» (1989) для дома-музея в Языково, «Писатель А. Григорович» (1989), «Поэт Дмитриев» (1990) для литературного музея в Ульяновске. Министерство культуры СССР заказало ему юбилейную медаль, посвященную 175-летию со дня рождения И. А. Гончарова. В 1985 году АХ СССР приобрела для дома-музея Александра Грина в Феодосии бронзовую скульптуру писателя, сидящего на камне. Для музея А. Грина в Старом Крыму МК СССР в 1986 году приобрело скульптуру «А. Грин на берегу моря». В 1987 году МК РФ приобрело у художника фигуру К. И. Чуковского с его любимым литературным персонажем — Крокодилом Крокодиловичем, которая впоследствии стала памятником детскому писателю. В 1989 году МК РФ приобрело у молодого художника портреты Н. Е. Салтыкова-Щедрина и поэта П. Вяземского. Ряд работ художника были приобретены Академией Художеств СССР. Среди них: композиция «Север» (1985) и фигура «Б. Пастернак» (1987). Художник стал появляться на телевидении, о его работах начали писать в газетах («Московский художник», «Культура», «Вечерняя Москва») и журналах («Смена», «Творчество», «Культура»). В том же 1985 году за проект памятника А. Ухтомскому (установлен в 1989 году на улице Ухтомского) художник получает персональную творческую мастерскую.
С 1983 года Игорь принимает участие в московских, всесоюзных, академических и международных выставках. Среди них международные: «Наш современник» (1985) и выставка, посвященная юбилею Данте в Равенне (1989). В 1985 его принимают в молодёжное объединение МОСХА. В 1988 г. художник становится членом Союза Художников СССР.
В период с 1987 по 1995 год Игорь Замедянский становится автором ряда других памятников и мемориальных досок, посвященных деятелям русской культуры. Среди них: памятник К. И. Чуковскому(1987) в Переделкино, мемориальные доски, посвященные В. А. Мазырину (1995) на особняке А. Морозова на ул. Воздвиженка и С. Морозову (1994) на Морозовской больнице..

## Смена творческих ориентиров и появление галереи-студии Scolopendra
Конец 1990-х становится переломным в творчестве художника. Он перестает делать памятники и обращается к малой пластике. Все дальше уходя от реалистической трактовки образов, он все чаще обращается к чистой форме.
Бронзовые скульптуры этого периода «Помона» (1988), «Облако» (1989, частная коллекция), «Амазонка» (1991, частная коллекция) — яркое тому подтверждение. Кроме экспериментов с формой, художника волнуют морально-этические проблемы. В скульптуре это «Послание согражданам» (1989, частная коллекция), в живописи — «Просьба» (1988), «Плакальщик» (1988), «Молчание» (1989) Особое место в творчестве художника занимает скульптурная композиция «Корабль дураков» (1990, частная коллекция). Сюжет «Корабля дураков» — это, как часто бывает в искусстве, предвидение художника. Распад СССР и мировые катаклизмы последующих лет — печальное тому подтверждение. На распадающемся плоту беснуются гротесковые полураздетые персонажи.
С 1998 года художник стал проводить выставки в своей мастерской, и начал заниматься преподавательской деятельностью.
Художник одинаково свободно владеет скульптурой, живописью и графикой.
В 1999 году Игорь Замедянский основал галерею-студию Scolopendra.
За период с 1999 по 2015 год Scolopendra провела восемнадцать художественных выставок.
Первая выставка галереи-студии Scolopendra состоялась в ЦДХ в 2001 году. На площади более 1000 м, на суд публики были представлены произведения живописи, скульптуры, графики — все лучшее, что было сделано художниками студии за 3 года.
Вторая выставка открылась в 2003 году в филиале Государственного центрального театрального музея им. А. А. Бахрушина — Театральной галерее на Малой Ордынке. Были представлены работы, связанные с театром, буффонадой, игрой. Выставка получила положительные отклики в прессе.
Третья выставка состоялась в 2004 году в Галерее на Солянке. К этому времени многое изменилось, обновился состав участников. Структура выставочного пространства стала иной: экспозиция больше не делилась на сектора, в которых экспонировались работы одного автора, она стала единой.
Начиная с 2005 по 2015 годы выставки галереи-студии Scolopendra ежегодно проводились в выставочном зале отеля «Татьяна» в Москве и отеля «Татьяна-Прованс» в Звенигороде.
Творческим прорывом галереи-студии Scolopendra стала серия выставок под общим девизом «Искусство — это радость», проходивших в ГЦМСИР с 2006 по 2010 год. Главной задачей этих выставок была популяризация идеи непрерывности художественного процесса, идеи вечного искусства, не подвластного времени и административным границам.
Яркой и успешной получилась выставка «Скульптура и фотография» (2007), где пластике бронзовой скульптуры сопутствовала волнующая пластика обнаженного тела в фотографии и графике.
Изображение обнаженной натуры занимает в творчестве И. Замедянского особое место. В графике — это рисунки с использованием различных графических материалов (угля, сангины, пастели, акварели, туши). Зачастую автор сочетает эти материалы в одной работе. В живописи — это свободное темпераментное письмо, в котором яркие смелые цветовые сочетания соседствуют с четко вылепленным объёмом.
Событием стала выставка «Русские художники в Венеции» под эгидой «ЮНЕСКО», проходившая в Венеции в мае 2007 в Палаццо Зорзи. Целью выставки было знакомство европейского зрителя с новыми российскими художниками-профессионалами, свободно владеющими всеми видами и жанрами искусства.

## Новое художественное пространство, «maximes» и «big family»
Следующим творческим этапом стала серия выставок под общим названием «Новое художественное пространство». ГЦМСИР (2011—2012). Главная идея этих выставок — искусство вне времени и границ. Это понимание искусства как созидательного процесса, в котором гармонично соседствуют произведения художников разных стран и эпох, вопреки условным границам стилей и направлений. На них были представлены работы художников студии и немецких художников-экспрессионистов 20-х годов Георга Гросса и Кете Кольвиц. Выставочное пространство было организованно таким образом, чтобы работы мастеров прошлого выглядели на фоне произведений современных художников не столько музейными экспонатами, сколько работами старших коллег.
В серии под общим названием «maximes» художник как-бы играет со зрителем, пытаясь отвлечь его от повседневности. Удивительно гармонично соседствуют в этих работах классическая живопись и комикс. В работе «Я тебя люблю… Я тебя тоже нет» известная песня Сержа Генсбура позволила автору соединить в пространстве одной картины целые пласты культуры. Фред Астер и Джинджер Роджерс, Генсбур и Биркин, Мазина и Мастрояни.
В этот период в живописи художника появилась серия под общим названием «big family». Это ироничный, доброжелательный взгляд художника на человечество как на большую семью с большими проблемами.
«Махи одетые и обнаженные» (2013) это выставка, на которой скульптура, живопись и графика художников студии были представлены вместе с графикой Франсиско Гойи. Выставка также проходила в Государственном музее Современной Истории России.
Ещё одна тема, к которой автор часто обращается в своем творчестве — это картины-путешествия. В таких работах, как «Париж» (2015) и «Рим» (2016) художник приглашает зрителя окунуться в калейдоскоп ярких впечатлений и воспоминаний, связанных с этими городами.
Работы И. Замедянского последнего времени — это темпераментная живопись: «Андромеда» (2019), «Император» (2019) и «Флора» (2020, частная коллекция)

## Преподавание
Цель методики И. Замедянского — это формирование гармонической творческой личности, художника, который уверенно чувствует себя во всех видах искусства. Для этого надо решить три задачи. Это осознанный конструктивный рисунок, понимание живописи, как суммы объёмов, взятых в цветовом и тональном отношении друг к другу и понимание скульптуры, как объёма, организующего пространство.
В 2003 Игорь Замедянский становится автором обучающей мультимедийной серии «Практический курс рисунка». Первым в этой серии вышел «Портрет» (2003), затем «Женская фигура» (2004) и «Мужская фигура» (2004).

## Сотрудничество с телевидением
И. Замедянский — автор главного приза международного кинофестиваля в Артеке, бронзового кораблика «Артек-кино» (1996), учрежденного НТВ, а также специального приза NESTLE «ЮСИ». По заказу компании NESTLE сделал специальный приз «Золотое зерно» для «ТЭФИ», который был вручен Ю. А. Сенкевичу.
В качестве художника сотрудничал с телеканалом «Культура» в цикле передач «Власть факта» (2001)
В 2013 году телеканал «Культура» освещал выставку «Махи одетые и обнажённые».
Работы художника представлены в музеях и частных коллекциях России, частных коллекциях США, Германии, Англии, Италии, Франции, Японии.